# Aéroport de Whitecourt
L'aéroport de Whitecourt est un aéroport situé en Alberta, au Canada, près de la ville de Whitecourt. Il est desservi par la compagnie Northern Air, avec des vols vers Calgary et Peace River.